# Orlina Duża
Orlina Duża (dawniej: Kolonia Orliny, Orliny, Orlina Wielka) – wieś w Polsce położona w województwie wielkopolskim, w powiecie pleszewskim, w gminie Gizałki.

## Historia
Wieś została założona przez starostę Franciszka Stadnickiego 5 maja 1784. Była to kolonizacja olęderska. Koloniści otrzymali ziemię na terenach leśnych (do karczowania) i bagiennych (do osuszania). 
We wsi funkcjonowała stacja kolejowa Orlina Duża na wąskotorowej linii z Witaszyc do Zagórowa. W 1991 zawieszono przewozy pasażerskie, a w 1993 linię rozebrano.
W latach 1975–1998 miejscowość administracyjnie należała do województwa kaliskiego.

## Zabytki
Olędrzy zbudowali we wsi szkołę, dom modlitwy oraz cmentarz. Te dwa ostatnie obiekty wzniesiono z rudy darniowej (w przypadku cmentarza mur). Oba są zachowane do dzisiaj.